# NGC 4461
NGC 4461 је спирална галаксија у сазвежђу Девица која се налази на NGC листи објеката дубоког неба.
Деклинација објекта је + 13° 11' 4" а ректасцензија 12h 29m 2,9s. Привидна величина (магнитуда) објекта NGC 4461 износи 11,1 а фотографска магнитуда 12,0. Налази се на удаљености од 16,8000 милиона парсека од Сунца. NGC 4461 је још познат и под ознакама NGC 4443, UGC 7613, MCG 2-32-84, CGCG 70-115, VCC 1158, Markarian chain, PGC 41111.